# Asinhell
Asinhell ist eine dänische Death-Metal-Band. 

## Geschichte
Der Volbeat-Sänger und Gitarrist Michael Poulsen gründete im Jahre 1991 die Death-Metal-Band Dominus, mit der er vier Studioalben veröffentlichte. Zehn Jahre später löste er die Band auf, weil er der Szene überdrüssig war. Während seiner Zeit mit der Nachfolgeband Volbeat wurde Poulsen immer wieder von Fans gefragt, ob er eines Tages zum Death Metal zurückkehren wolle. Da Poulsen mit Volbeat ständig im Studio oder auf Tour war, konnte er diese Frage nicht beantworten. Als er während der COVID-19-Pandemie an dem Album Servant of the Mind arbeitete schrieb Poulsen einige Riffs, die er für ein anderes Projekt beiseitelegen wollte, wenn er Zeit dafür hätte. Auf dem besagten Volbeat-Album befindet sich das Lied Becoming, welches die Band dem am Krebs verstorbenen ehemaligen Entombed-Sänger Lars-Göran Petrov widmete.
Kurz nach Petrovs Tod hörte Poulsen zufällig auf seinem iPod das Entombed-Lied Full of Hell. Daraufhin entschloss sich Poulsen, das Projekt umzusetzen. Ursprünglich sollte Poulsens neue Band Full of Hell heißen. Nachdem er feststellte, dass es noch eine andere Band mit diesem Namen gab wurde daraus Asinhell. Als Schlagzeuger holte Poulsen Morten Toft Hansen von der Band Raunchy mit in die Band. Hansen wohnt in der Nähe von Poulsen, so dass beide sich fortan freitags zum Jammen in Hansens Garage trafen. Den Posten des Sängers übernahm der ehemalige Morgoth-Sänger Marc Grewe. Zusammen mit dem Produzenten Jacob Hansen nahm die Band ihr Debütalbum auf, bei dem Jacob Hansen den Bass einspielte. Auf Vorschlag von Morten Toft Hansen spielte der Gitarrist Flemming C. Lund von der Band The Arcane Order noch einige Soli ein.
Asinhell wurde von Metal Blade Records unter Vertrag genommen und veröffentlichten am 29. September 2023 das Debütalbum Impii Hora (lateinisch Ungöttliche Stunde). Das Album erreichte Platz 45 der deutschen und Platz 63 der Schweizer Albumcharts. Im Sommer 2024 spielte die Band eine Europatournee mit der Vorgruppe Endseeker. Im Rahmen der Tournee traten Asinhell bei den Festivals Metal Frenzy, Rock am Ring, Rock im Park, Nova Rock, Download-Festival, Graspop Metal Meeting, Copenhell und Hellfest auf.

## Stil
Asinhell spielen klassischen Death Metal im Stile von Bands wie Death, Bolt Thrower, Autopsy, Grave und Entombed. Thom Jurek vom Onlinemagazin Allmusic beschrieb die Band als Retro-Death-Metal-Powertrio mit klassischer Herangehensweise. Tobias Dahs vom Onlinemagazin Powermetal.de schrieb, dass Asinhell „alle Trademarks von Entombed pflichtbewusst abhaken“, sich aber durch „ein Gespür für kompakte und zwingende Kompositionen“ sowie durch „eine gewisse Eingängigkeit auszeichnet, die in dieser Form für das Genre eher ungewohnt ist“. Pascal Staub vom Onlinemagazin Stormbringer beschrieb Asinhell als „durchgehend unterhaltsamen, glaubwürdigen Tribut an die eine oder andere Death-Metal-Legende“.

## Diskografie
Alben

| Jahr | Titel Musiklabel               | Höchstplatzierung, Gesamtwochen, AuszeichnungChartplatzierungen (Jahr, Titel, Musiklabel, Platzierungen, Wochen, Auszeichnungen, Anmerkungen) | Höchstplatzierung, Gesamtwochen, AuszeichnungChartplatzierungen (Jahr, Titel, Musiklabel, Platzierungen, Wochen, Auszeichnungen, Anmerkungen) | Anmerkungen                              |
| Jahr | Titel Musiklabel               | DE | CH | Anmerkungen                              |
| ---- | ------------------------------ | --- | --- | ---------------------------------------- |
| 2023 | Impii Hora Metal Blade Records | DE45 (1 Wo.)DE | CH63 (1 Wo.)CH | Erstveröffentlichung: 29. September 2023 |

Musikvideos
- 2023: Fall of the Loyal Warrior
- 2023: Wolfpack Laws
- 2024: Pyromamtic Scryer
- 2024: Impii Hora